# La Malédiction de Zener
La Malédiction de Zener est une série de trois bandes dessinées (Sibylle, Le Clan des embaumeurs, Tokamak) dont le scénario est signé Jean-Christophe Grangé et les dessins Philippe Adamov. Il s'agit du prologue du roman Le Concile de pierre.

## Synopsis
Sibylle Thiberge, étudiante en psychologie à la faculté de Nanterre, s'intéresse aux travaux de François Bruner, un éminent professeur membre du parti communiste. Pour participer à ses recherches, elle s'inscrit aux tests de parapsychologie qu'il organise à l'hôpital de Villejuif. Mais plus les tests s'intensifient, plus Sibylle ressent des troubles physiques et des agressions mentales. Elle devient sujette à des hallucinations terrifiantes.
En enquêtant sur la finalité réelle du protocole Zener auquel Bruner l'a admise, elle réalise que les expériences qu'elle subit sont motivées par des enjeux bien différents de ceux dont on l'a officiellement informée.
Alors que les événements de mai 1968 bouleversent la France, Bruner n'a plus qu'une idée en tête : passer à l'Est. Sibylle, qui découvre qu'elle est dotée de pouvoirs psychiques, décide de le suivre en Russie. Mais il s'avère que Bruner manipule la jeune femme et qu'il a l'intention de faire d'elle le maillon ultime de son projet de surhomme du futur.
Durant l'hiver 1970-1971, Sibylle, est le cobaye de plus en plus réticent des expériences menées par les parapsychologues soviétiques qui tentent de maîtriser ses pouvoirs. Bruner, de son côté, souhaite ardemment rejoindre un laboratoire secret situé en Mongolie, et s'impatiente des atermoiements de ses collègues.
C'est alors que le chimiste Vassiliev, engagé pour trouver une solution radicale à la préservation du corps de Lénine, prend contact avec Sibylle dont il connaît les pouvoirs de guérisseuse. Il sollicite ses dons en contrepartie d'un transfert à l'Ouest pour la jeune femme, avide d'échapper à des tests qui affectent dangereusement sa santé.
Prête à regagner la France, Sibylle apprend avec stupeur qu'elle est enceinte... et dans la douleur, donne naissance à la fille de Bruner, qu'elle prénomme Naïda. Son enfant dans les bras, elle choisit finalement de s'envoler avec Bruner pour le TK 15, le centre de recherche isolé dans les steppes.